# Diagram poteka
Diagram poteka (angl. flowchart) je diagram za prikaz možnih poti podatkov skozi sistem oz. program ali eden izmed načinov zapisa algoritma. Uporablja se v računalništvu, pa tudi v pravu, medicini, matematiki in še mnogih drugih vedah. Dandanes se diagrame poteka riše v UML (Diagrami aktivnosti), ki skuša postati standardiziran opisni jezik. Za opisovanje poslovnih procesov se je v zadnjem času uveljavila tudi grafična notacija BPMN.
Diagram poteka programa ali kar diagram poteka uporabljamo za opis poteka operacij določenega računalniškega programa. Diagram prikazuje natančno zaporedje operacij, ki jih program pri obdelavi podatkov izvede. Različni grafični simboli predstavljajo vnos in izpis podatkov, odločitve, razvejitve in podprograme.
Primer diagrama poteka:

Diagram poteka prikazuje algoritem, ki izvaja zanko, del programa, ki ga v pascalu zapišemo:
```
for j:= 1 to N do 
  stavek;
```